# Président de la république du Chili
Le président de la république du Chili (en espagnol : Presidente de la República de Chile) est le chef de l'État et du gouvernement du Chili. Il est élu au suffrage universel pour une durée de quatre ans, sans possibilité de réélection immédiate.
Le Chili est une république depuis son indépendance en 1810, le poste de président de la République est fondé en 1826 succédant à celui de Directeur suprême.

## Historique
Entre 1973 et 1990, à la suite d'un coup d'État militaire, le pouvoir était entre les mains d'Augusto Pinochet Ugarte, chef de la junte militaire et président auto-proclamé. Le retour de la démocratie a eu lieu en 1990.

## Système électoral
Le président de la république du Chili est élu au scrutin uninominal majoritaire à deux tours pour un mandat de quatre ans non renouvelable de manière consécutive. Est élu le candidat qui recueille la majorité absolue des votes valides au premier tour, organisé le troisième dimanche de novembre de la quatrième année du mandat présidentiel en cours. À défaut, les deux candidats arrivés en tête au premier tour s'affrontent lors d'un second organisé le quatrième dimanche suivant le premier, et celui recueillant le plus de voix est déclaré élu.
La Constitution de 1980 fixait la durée du mandat à six ans. Celle-ci est réduite à quatre ans en 2005 afin de faire coïncider les élections présidentielles et parlementaires.